# Plåtmynt

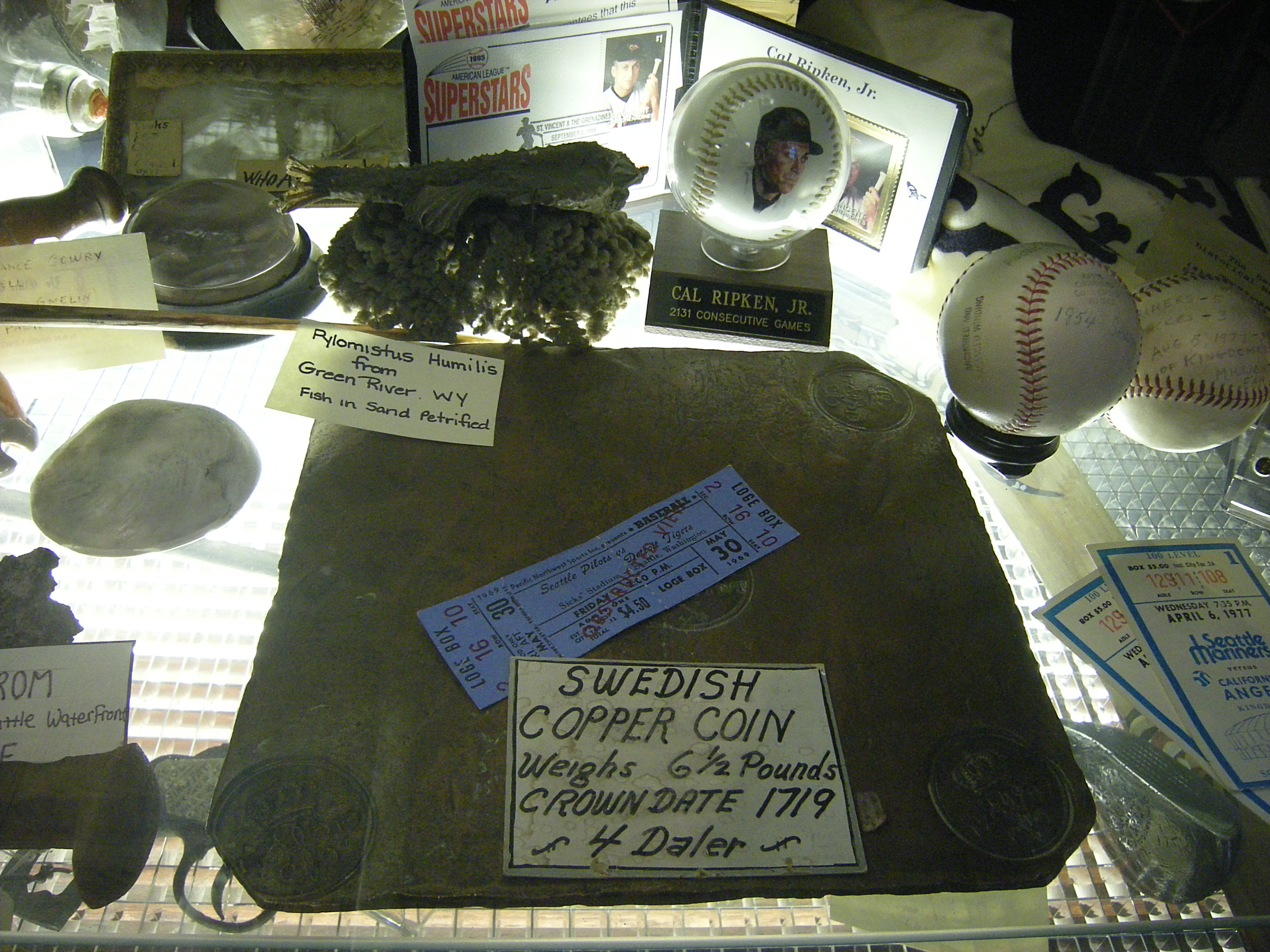
Ett stort 4-dalers kopparmynt från 1719 med en vikt på cirka 3 kg.

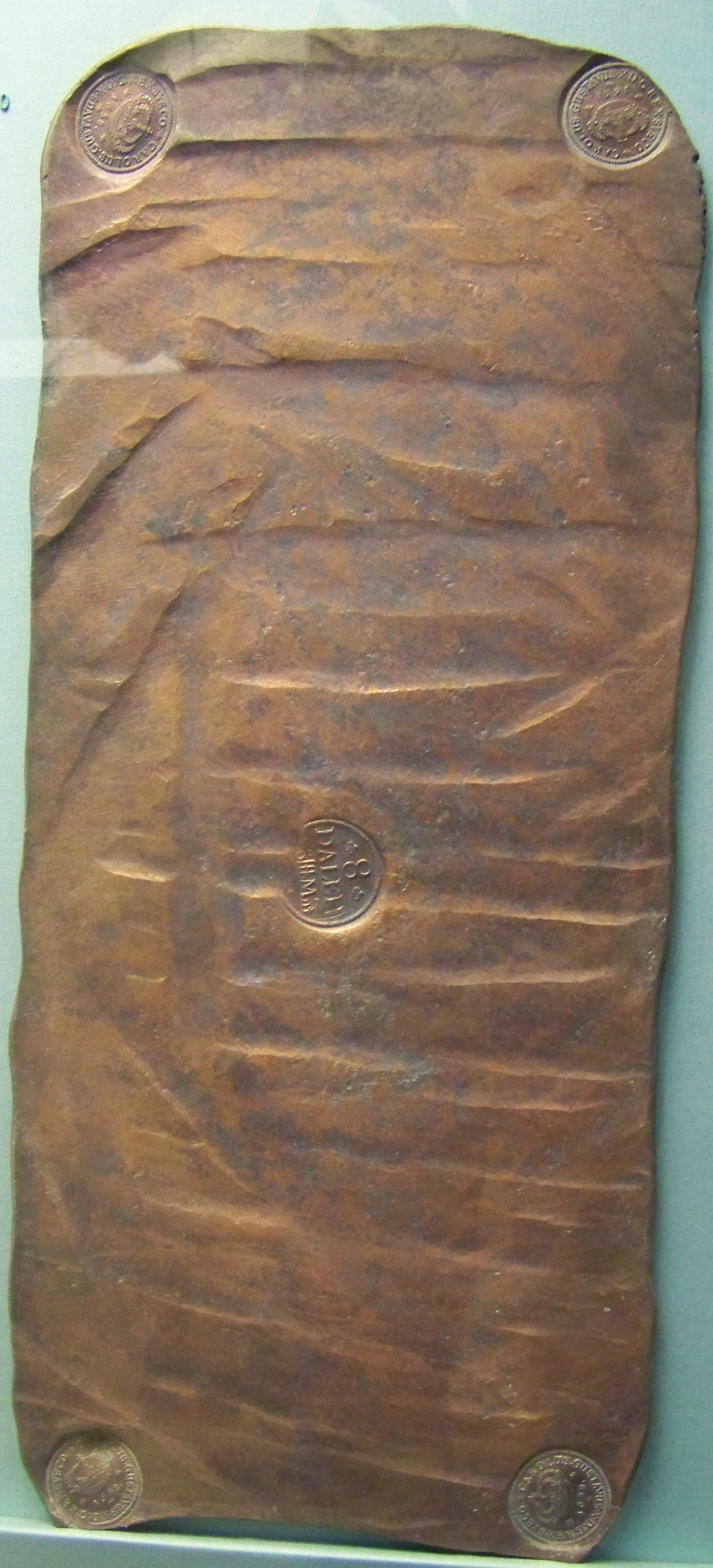
Ett stort 8-dalers kopparmynt från 1658.

Plåtmynt var ett stort fyrkantigt kopparmynt, som slogs i Sverige under åren 1644–1776 och utgjordes av stämplade, tjocka kopparplåtar med värdet i daler silvermynt samt årtal och myntmärken i de vanligtvis runda mitt- och hörnstämplarna.
De största tiodalersplåtarna vägde mer än 2 lispund (omkring 19 kg) och är världens största mynt. Uppkomsten av detta egendomliga och opraktiska myntslag tros ha berott på att staten ville ge kopparverken fördelar, vilka efterhand fick tillstånd att själva slå myntplåtar av sitt malmförråd. De flesta plåtmynten slogs och stämplades vid Avesta, som till år 1674 var landets enda plåtmyntningsort, men även vid Garpenbergs, Svappavaara, Ljusnedals och Gustafsbergs (i Jämtland) kopparverk.
De vanligaste sorterna var myntplåtar på 8, 4, 2, 1 samt 1/2 daler silvermynt; dessutom förekom tidvis plåtar om 10, 5 och 3 daler silvermynt. De på 10 och 8 daler var rektangulära, de övriga mer kvadratiska. 
De svenska kopparmynten är särskilt kända för sin storlek. Valören 10 daler silvermynt räknas som världens största mynt och finns i Ekonomiska museets samlingar. Myntet väger 19,7 kilo. I Västerås domkapitels protokoll för år 1636 omtalas en kvinna som begått någon förseelse och väntade att bli dömd till böter, varför hon haft med sig sex kopparmynt till staden. Men då domens avkunnande blivit uppskjuten "nedsatte hon dessa mynt hos en person i staden" eftersom "hon icke kunde bära ett sådant tungt mynt av och an".
Ofta klipptes plåtar i hörnen och omstämplades för justering av vikten. Myntets försämring framgår av de många myntordningarnas bestämmelser. Enligt myntordningen av den 26 januari 1644 skulle 1 skålpund koppar utmyntas till 69 daler silvermynt (=172 1/2 daler kopparmynt, för från år 1643 motsvarades 1 daler silvermynt av 2 1/2 daler kopparmynt, tills år 1655 då förhållandet mellan dem fastställdes till 1:3). Enligt myntordningen av år 1649 blev det av 1 skålpund koppar 75 daler silvermynt. Antalet daler silvermynt på skeppundet steg därefter till 84, 90 och år 1674 till 100, år 1709 till 120, år 1715 till 180 och den sistnämnda kursen bibehölls till år 1776 då kopparmyntplåtarnas giltighet upphörde.
Man har beräknat att till dess hade sammanlagt 315 337 skålpund (44 000 ton) koppar myntats till plåtar, med ett totalt värde av 18 653 923 riksdaler specie (42 miljoner daler).
Även långt efter det att man upphört med att prägla myntplåtar användes "plåt" som räknemynt. Det syftade ursprungligen på kopparplåtmynten om 2 daler silvermynt, som 1680-1715 motsvarade en riksdaler, och därmed kallades "riksdalerplåt" och senare endast "plåt". Under 1700-talet kom det att syfta på sedlarna om 6 daler kopparmynt.
Under första hälften av 1800-talet (och på vissa håll i landet ännu längre) användes "plåt" som beteckning på 1/3 riksdaler. Benämningen plåt lades till på de sedlar om 16 skilling som Riksbanken gav ut och som var i omlopp till mitten av 1800-talet.
I Ryssland tillverkades plåtmynt under åren 1725–1727, i Danmark gjordes ett provmynt och i Wismar göts år 1715 en serie plåtmynt av brons.